# Dovercourt
Dovercourt är en ort i civil parish Harwich, i distriktet Tendring, Storbritannien. Den ligger i grevskapet Essex och riksdelen England, i den sydöstra delen av landet, 110 km öster om huvudstaden London. Dovercourt ligger 16 meter över havet och antalet invånare är 1 001. År 1925 blev den en del av den då nybildade Harwich. Civil parish hade 7 695 invånare år 1921. Byn nämndes i Domedagsboken (Domesday Book) år 1086, och kallades då Druvrecurt.
Terrängen runt Dovercourt är platt. Havet är nära Dovercourt åt sydost.  Närmaste större samhälle är Ipswich, 16,0 km nordväst om Dovercourt. 